# Silje Øyre Slind
Silje Øyre Slind, född 9 februari 1988, är en norsk längdskidåkare som debuterade i världscupen den 19 november 2011 i Sjusjøen, Norge. Hennes första pallplats i världscupen kom i sprint den 3 februari 2017 i Pyeongchang, Sydkorea.

## Karriär
Slind, som tävlar för Oppdal Idrettslag, har deltagit i Internationella skidförbundets tävlingar sedan 2005. Sedan 2010 har hon främst tävlat i Skandinaviska cupen. Hon åkte sitt första världscuplopp i november 2011 i Sjusjøen, där hon slutade på plats 32 på 10 km fristil och sjua på stafetten. I april 2013 vann hon brons i 30 km masstartloppet vid norska mästerskapen i Løten. Vid vinteruniversiaden 2013 i Lago di Tesero kom hon på sjunde plats på 5 km fristil och en sjätte plats i stafetten. I mars 2014 vann hon 21 km fristil på Storlirennet. I början av säsongen 2014/15 kom hon på plats 50 totalt vid Nordic Opening i Lillehammer. Hon fick sina första världscuppoäng med 15:e plats i sprintloppet. En vecka senare vann hon sitt första lopp i Skandinaviska cupen i  masstartsloppet på 20 km i Lillehammer. Detta följdes av ytterligare tio topplaceringar i Skandinaviska cupen, som hon slutade på andra plats totalt. I januari 2015 uppnådde hon sin första topp tio-placering i ett individuellt världscuplopp med en sjätteplats på sprinten i Rybinsk. Säsongen 2015/16 slutade hon bland de tio bästa i Skandinaviska cupen fem gånger, inklusive två tredjeplatser, vilket placerade henne på en sjätte plats totalt. Säsongen därpå kom hon på plats 51 i Världscupen i längdåkning, minitouren i Lillehammer och på plats 16 i Tour de Ski 2016/2017. I februari fick hon sin första pallplacering i Världscupen i Pyeongchang med en andraplats i sprinten och en andraplats tillsammans med Anna Svendsen i lagsprinten. Hon avslutade säsongen på en 27:e plats i den totala världscupen. Året därpå vann hon Haukelirennet över 32 km fristil.] Säsongen 2018/19 kom hon plats 37 i Lillehammer Trippel och i januari 2019 tog hon förstaplatsen i stafetten vid norska mästerskapen och i slutet av mars 2019 tog hon tredjeplatsen i lagsprinten tillsammans med Kari Øyre Slind.
Slind tävlade också i längdåkning vinteruniversiaden 2013, där hon kom på sjätte plats (stafett) och på sjunde plats.
Hon representerade idrottsklubben Oppdal IL. Hon är tvillingsyster till Astrid Øyre Slind och äldre syster till Kari Øyre Slind.